# Air Mekong

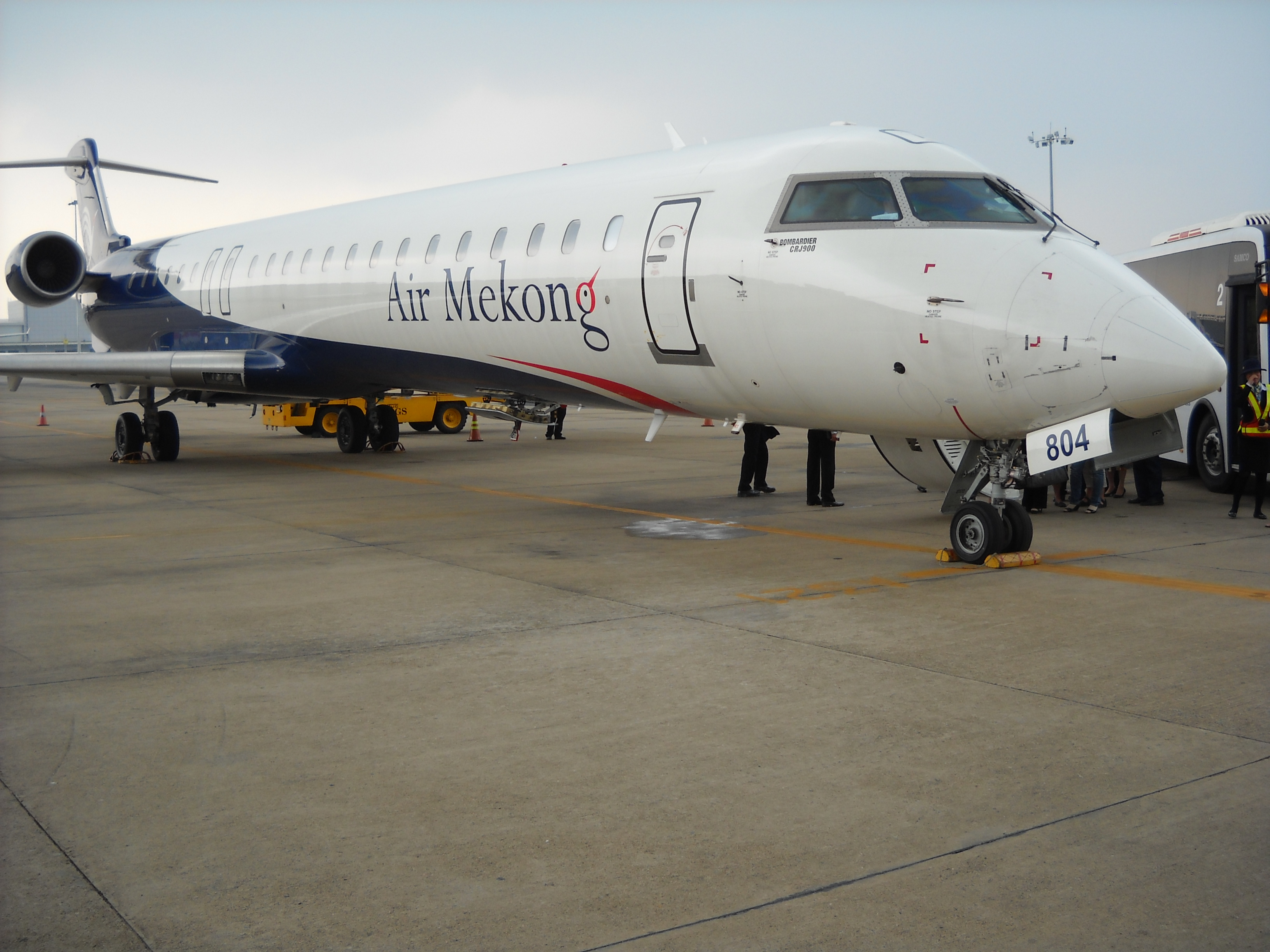
Bombardier CRJ900, Tân Sơn Nhấta.

Air Mekong je vietnamská národní letecká společnost se sídlem v Phu Quoc. jedná se o třetí soukromé aerolinie Vietnamu, po Indochina Airlines (zánik 2009) a VietJet Air.
Společnost byla založena 30. září 2009 spojením více menších firem. Hlavními letišti jsou Tân Sơn Nhất a Nội Bài. 

## Flotila
V březnu 2011 provozovala společnost Air Mekong 4 letadla průměrného stáří 7,1 let.